# Diomedea antipodensis
L'albatro degli antipodi (Diomedea antipodensis Roberston & Warham, 1992) è un grosso uccello marino della famiglia dei Diomedeidi. Appartenente ai grandi albatri del genere Diomedea, a partire dal 1992 è stato considerato una sottospecie dell'albatro urlatore, per poi essere elevato da alcuni autori al rango di specie nel 1998. Sebbene non tutti gli scienziati lo ritengano una specie a sé stante, uno studio del 2004 sul DNA mitocondriale e sui microsatelliti degli uccelli membri del complesso di specie dell'albatro urlatore ha supportato questa nuova classificazione. L'albatro degli antipodi è più piccolo di quello urlatore ed ha il piumaggio riproduttivo prevalentemente bruno; sotto altri aspetti, comunque, le due specie non differiscono granché tra di loro.

## Distribuzione e habitat
Nidifica nelle isole al largo della Nuova Zelanda. Se ne riconoscono due sottospecie: Diomedea antipodensis antipodensis, che nidifica sulle Isole Antipodi e sull'Isola di Campbell, e Diomedea antipodensis gibsoni, che nidifica sulle Isole Auckland. Nel 1998 questa seconda sottospecie è stata riconosciuta come specie separata, ma gli studi del 2004 hanno mostrato che le prove a carico di questa suddivisione sono veramente esigue. Gli albatri degli antipodi sono diffusi in tutto il Pacifico meridionale, dall'Australia fino al Cile.

## Biologia
Si nutrono soprattutto di calamari e di piccoli pesci e al largo del Nuovo Galles del Sud sono stati visti seguire i banchi di seppie giganti. Diversamente da altri albatri, comunque, non si cibano di crostacei.